# أرنولد ميتزجر
أرنولد ميتزجر هو فيلسوف ألماني، ولد في 1 فبراير 1892 في لانداو إن در بفالتس في ألمانيا، وتوفي في 1 أغسطس 1974.